# Министерство образования, науки, исследований и спорта Словацкой Республики
Министерство образования, науки, исследований и спорта Cловацкой Республики (словац. Ministerstvo školstva, vedy, výskumu a športu Slovenskej republiky) — центральный орган государственного управления Словакии в вопросах образования и просвещения.

## Сфера деятельности Министерства
- начальные (базовые) школы, средние школы, высшие школы,
- школьные учреждения
- непрерывное образование
- наука и техника
- государственная охрана молодёжи и спорта.

## Министр образования
Министерством образования управляет и несёт ответственность за его деятельность министр образования, назначаемый Президентом Словацкой Республики по ходатайству Председателя Правительства Словакии.
С 15 октября 2023 года министром образования, науки, исследований и спорта Словакии является Томаш Друкер.

## Государственный секретарь Министерства образования
Министра образования во время его отсутствия замещает (в рамках его прав и обязанностей) государственный секретарь. Министр может и в других случаях разрешить госсекретарю представлять себя в рамках своих прав и обязанностей. При представлении министра на заседаниях правительства госсекретарь имеет совещательный голос. Государственного секретаря назначает и освобождает от обязанностей правительство по ходатайству министра образования.